# Tristrophis veneris
Tristrophis veneris là một loài bướm đêm trong họ Geometridae.